# Кузнєцов Віталій Андрійович
Віта́лій Андрі́йович Кузнєцо́в (1997—2022) — старший солдат Збройних сил України, учасник російсько-української війни.

## Життєпис
Народився 30 грудня 1997 року в Коростень Житомирської області. Проживав в місті Конотоп. Закінчив Сумський державний університет. 
Військову службу проходив у 24-й механізованій бригаді. 
Загинув 16 травня 2022 року в Луганській області.

## Нагороди та вшанування
- Орден «За мужність» III ступеня (30 червня 2022, посмертно) — за особисту мужність і самовіддані дії, виявлені у захисті державного суверенітету та територіальної цілісності України, вірність військовій присязі[1].
- Почесний громадянин Конотопа.